# إدوارد جورج هندرسون
إدوارد جورج هندرسون (1782-1876) (بالإنجليزية: Edward George Henderson)‏ هو عالم نبات بريطاني.